# Frank Lloyd Wright
Frank Lloyd Wright, ursprungligen Frank Lincoln Wright, född 8 juni 1867 i Richland Center, Richland County, Wisconsin, död 9 april 1959 i Phoenix, Arizona, var en amerikansk arkitekt.
Arkitekturens inriktning under 1900-talets båda första decennier motsvarade på många sätt de övriga konstarternas, dock med ett undantag. USA intog för första gången en central position genom de byggnader som ritades av Frank Lloyd Wright, den dittills främste amerikanske arkitekten.

## Biografi

### Tidiga år
Frank Lloyd Wright hette ursprungligen Frank Lincoln Wright, vilket han ändrade till efter föräldrarnas skilsmässa för att hedra sin mors walesiska rötter; hon tillhörde familjen Lloyd Jones från Wales. Modern önskade att han skulle bli Amerikas största arkitekt då han föddes. Hans far, William Carey Wright (1825-1904) var en välkänd vältalare, musiklärare, jurist och kringresande präst. William Wright mötte och gifte sig med Anna Lloyd Jones (1838/39 - 1923) år 1866, när han varit anställd som rektor för skolorna i Richland County. År 1870 flyttade familjen till Weymouth i Massachusetts då William fick tjänst som församlingsledare för en mindre församling.
Familjen hade det hårt ekonomiskt i Weymouth och återvände till Spring Green i Wisconsin där den stora Lloyd Jones-klanen kunde hjälpa William att hitta arbete. De bosatte sig i Madison där William undervisade i musik och fungerade som sekreterare i den lokala församlingen. 
Strax efter att Frank Lloyd Wright 1881 fyllt 14 år separerade hans föräldrar. Anna ogillade att William inte  kunde försörja familjen ordentligt och bad honom lämna hemmet. Skilsmässan blev klar 1885, efter det att William stämt Anna för "otillräcklig fysisk tillgivenhet" och han lämnade därefter Wisconsin. Frank såg aldrig sin far igen. Det var nu Frank ändrade sitt mellannamn till Lloyd och som enda kvarvarande manliga medlem i familjen åtog han sig att försörja sin mor och sina två systrar.
Frank gick i Madison High School, men det finns inga bevis för att han fick examen därifrån, men togs ändå in på University of Wisconsin-Madison som specialstudent 1886 och studerade där till byggnadsingenjör. Redan 1887, ett år senare, lämnade han skolan utan examen och flyttade till Chicago. I Chicago, som fortfarande höll på att återuppbyggas från den stora branden 1871, fick han plats hos arkitektfirman Joseph Lyman Silsbee, där han stannade i ungefär ett år. Därefter arbetade han för Adler & Sullivan, en lärjunge till Louis Sullivan.
År 1889 gifte han sig för första gången. Catherine Lee "Kitty" Tobin (1871-1959) var dotter till en känd affärsman och detta höjde Franks status och han blev mer känd. De köpte land i Chicagoförorten Oak Park och byggde sitt första hem och en studio där. Hans mor Anna följde snart efter honom till stan och han köpte ett hus till henne inte långt ifrån sitt eget.
År 1890 fick han ansvar för alla bostadsbyggen i firman, men 1893 upptäckte Louis Sullivan att Wright hade tagit emot pengar privat och bad honom lämna firman. Wright satte upp en egen firma i sitt hem. Redan 1901 hade Wright färdigställt omkring 50 projekt i och omkring Oak Park.

### Präriehus

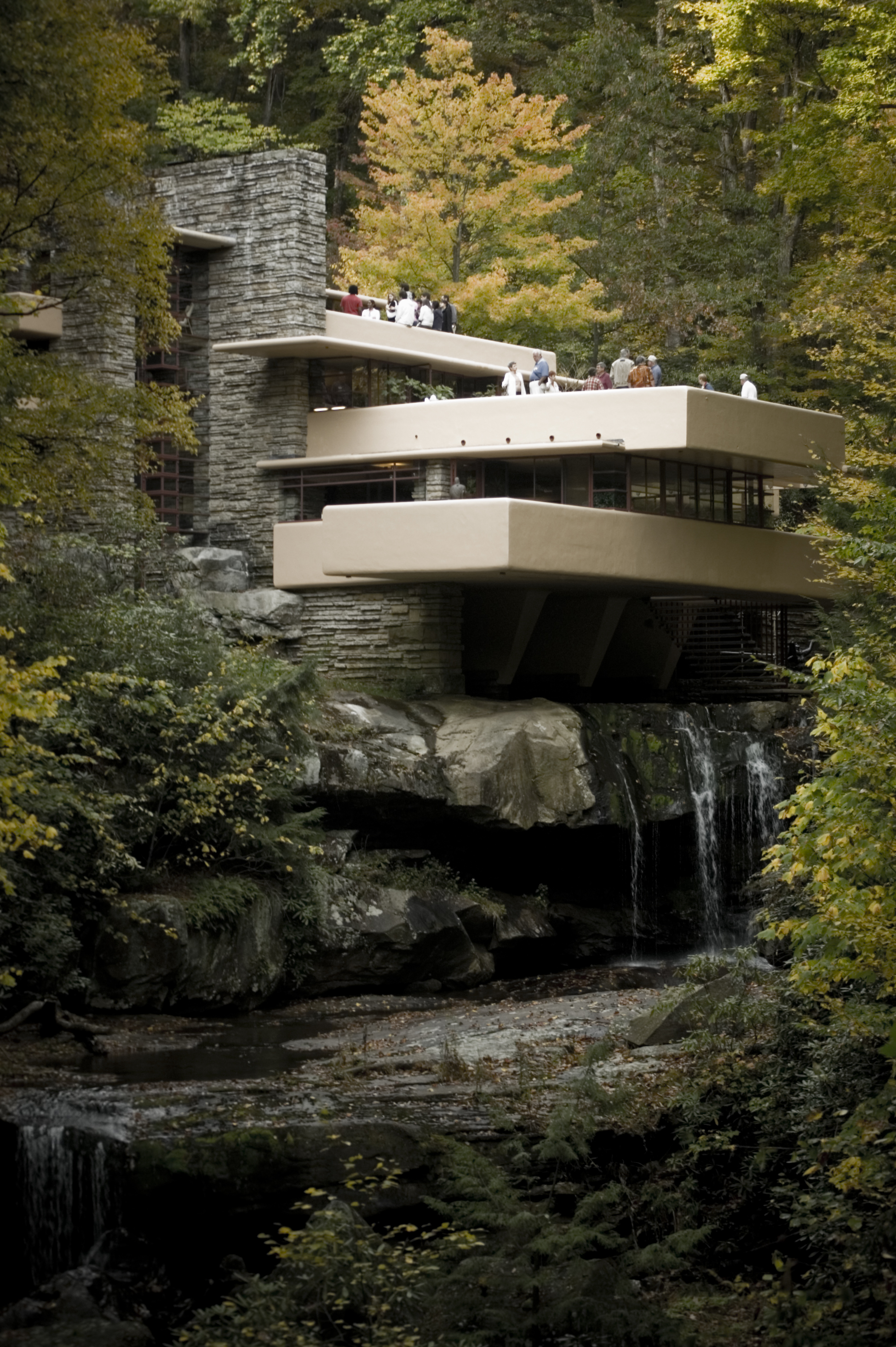
Fallingwater, Pennsylvania 1937.

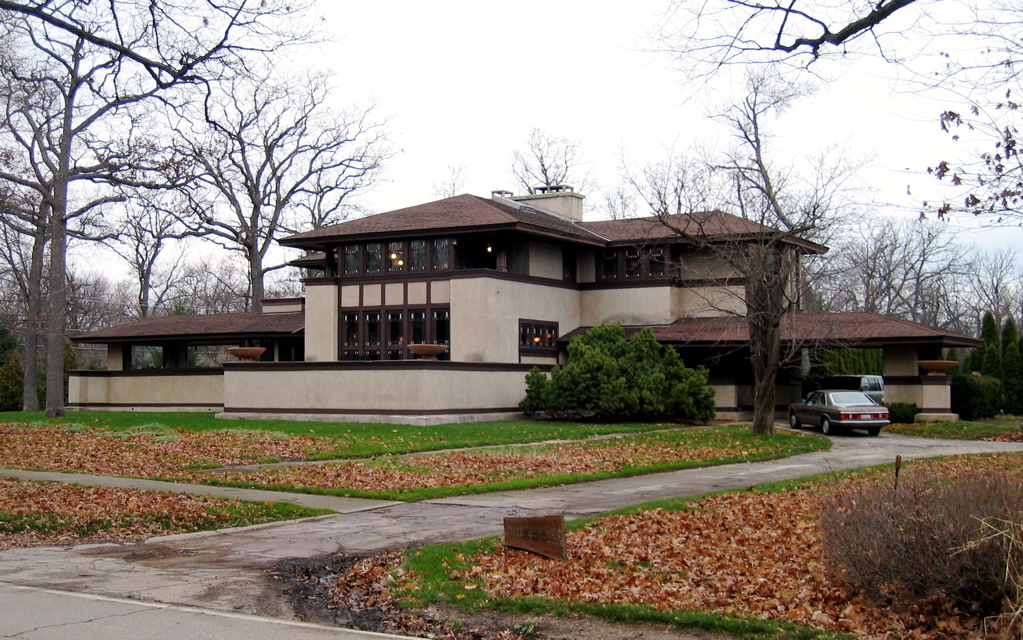
Willits House i Highland Park, Illinois, ritat 1901.

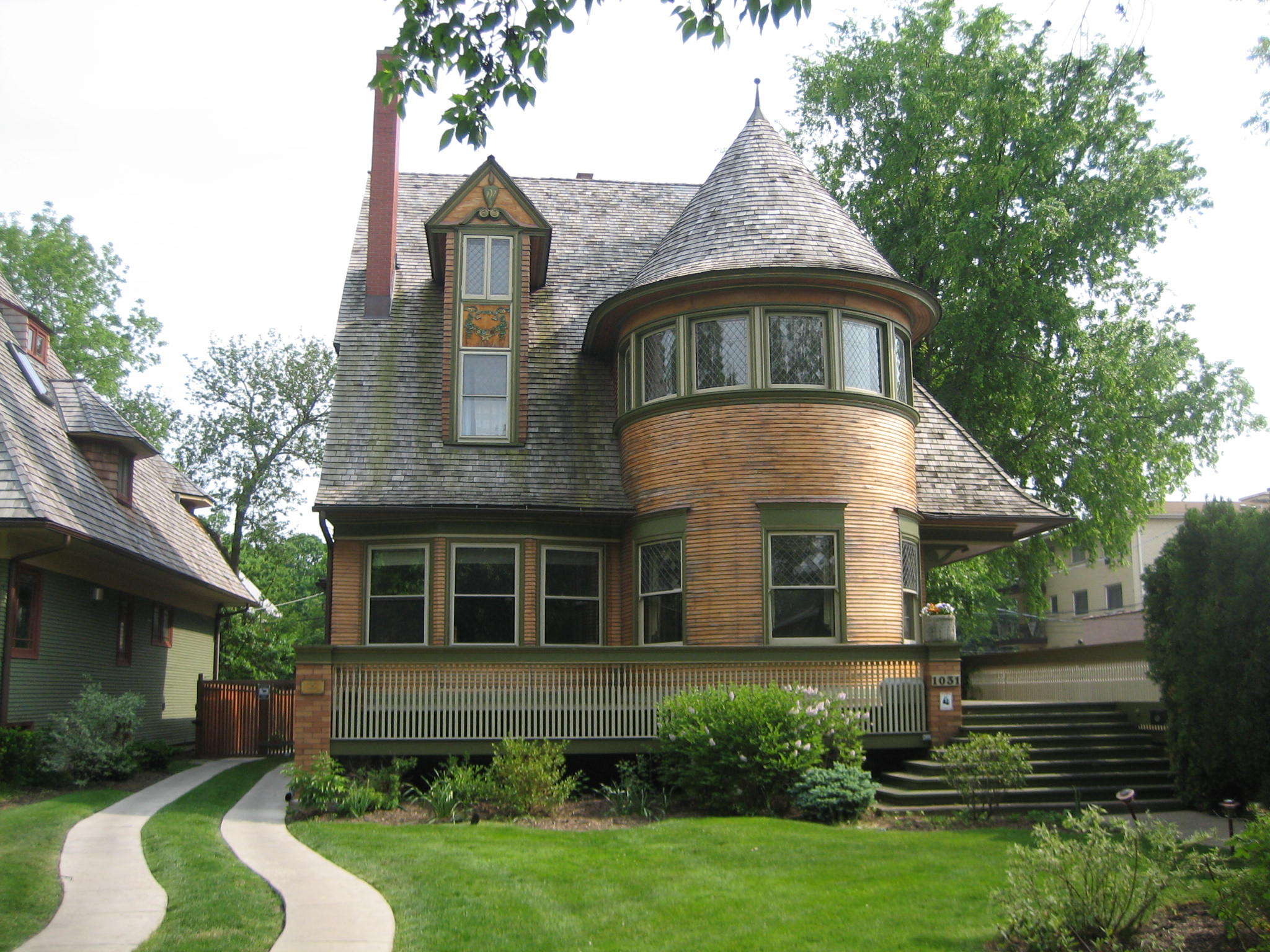
The Walter Gale House, Oak Park, Illinois 1893.

Mellan 1900 och 1917 var hans design så kallade präriehus. De kallades så eftersom designen komplementerar landskapet runt Chicago. Husen var låga, med svagt sluttande tak, låga skorstenar och terrasser. Dessa hus brukar ofta refereras till som de första med en öppen planlösning. Exempel på byggnader under denna period är Unity temple, Hillside home school, Barton house, Darwin D. Martin house, Heath house, Wescott house, Robie house, Coonley house, Thomas house och Willits house.

### Europa och personliga problem
Wright var känd som en man med intresse för kvinnor i sin hemstad. 1903 designade han ett hus för en granne i Oak Park, Edwin Cheney, och fattade omedelbart intresse för hans fru, Mamah Borthwick Cheney. Hon var en tidig feminist och Wright ansåg henne vara en intellektuell jämlike. De träffades ofta och blev stadens samtalsämne. Hans fru var dock säker på att detta, precis som tidigare kvinnoaffärer, skulle gå över och vägrade skilsmässa. De hade vid det här laget varit gifta i nästan 20 år. Likaledes ville inte heller Edwin Cheney skiljas från Mamah. Detta ledde till att Frank och Mamah rymde till Europa 1909, redan innan Robie house var färdigbyggt. Skandalen som följde då han lämnade fru och sex barn hemma förstörde i princip hans karriär och gjorde att han inte kunde arbeta i USA.
Wright stannade i Europa i ett år med Mamah och byggde ett hem i Fiesole i Italien. Kitty vägrade fortfarande att skiljas från honom men Edwin Cheney godkände skilsmässa från Mamah. I Europa var Wright främmande för de rationalistiska sättet som bland andra Mies van der Rohe, Walter Gropius och Le Corbusier arbetade. Wright var mer av en praktiker. Sent år 1910 återkom de till USA och till en bit mark i Spring Green, Wisconsin som Franks mamma köpt till honom. Här började han bygga ett nytt hus som han kallade Taliesin, taget ur walesisk mytologi.

### Fler problem
Den 15 augusti 1914, medan Wright var i Chicago för ett större projekt, mördade familjens betjänt Julian Carlton sju personer i Taliesin och satte eld på byggnadens bostadsdel. Bland offren fanns Mamah, hennes två barn John och Martha, trädgårdsmästaren, en ritare samt en arbetare och hans son. Två personer överlevde massakern och de hjälpte till att släcka den eld som nästan helt brände ut bostadsdelen i huset.
År 1922 godkände så Kitty skilsmässan. Han var tvungen att vänta ett år innan han fick gifta sig igen, så 1923 tog han sin dåvarande partner Maude "Miriam" Noel. Samma år dog också Wrights mor. Dock var Miriam beroende av morfin vilket ledde till att äktenskapet havererade. Redan 1924 träffade han så Olga (Olgivanna) Lazovich Hinzenburg, en balettdansös på besök i Chicago. Wright var vid tillfället fortfarande gift med Miriam. År 1925 upptäckte Frank och Olga att hon var gravid och deras dotter Iovanna föddes den 2 december 1925.
I april 1925 orsakade ett felaktigt elsystem ytterligare en brand i Taliesin. Återigen var det bostadsdelen som drabbades. Wright byggde upp allt igen och kallade därefter huset för Taliesin III.
Wright och Miriam Noels skilsmässa blev klar 1927, och återigen fick Wright vänta ett år innan han fick gifta sig igen. Han äktade så Olga 1928.

### Projekt efter prärieperioden

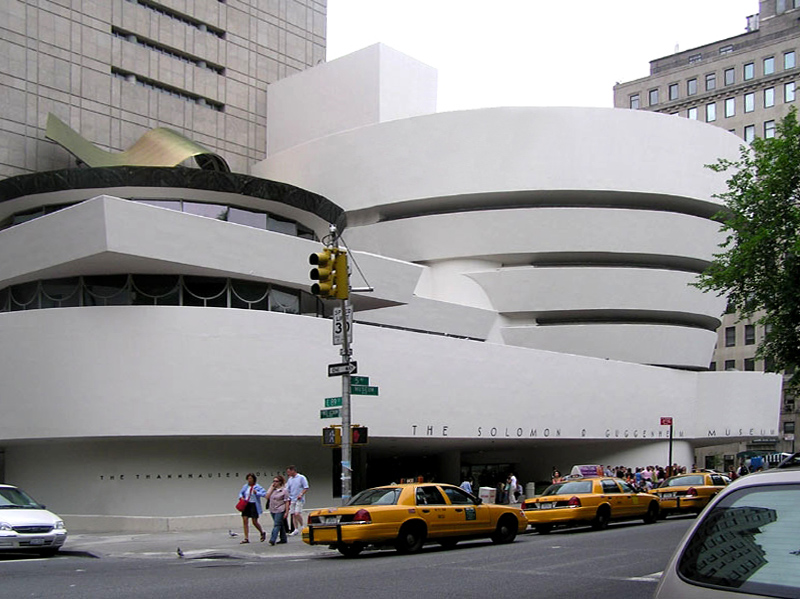
Solomon R. Guggenheim Museum i New York

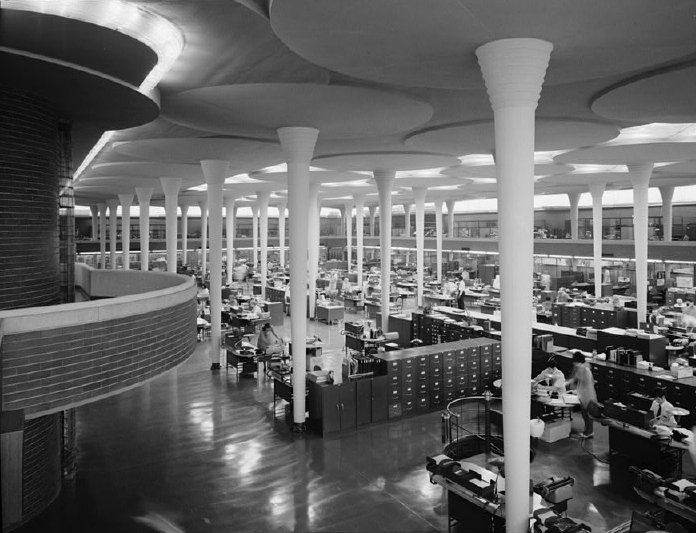
Wright's Johnson Wax headquarters complex, Racine, Wisconsin 1939.

Under Wrights turbulenta 1920-tal designade han byggnaden Graycliff, ett av hans mest innovativa byggnadsverk och en föregångare till Fallingwater. Graycliff byggdes 1926-29 för Isabelle och Darwin Martin och hade utsikt över Lake Eire, strax söder om Buffalo i delstaten New York. Graycliff består av tre byggnader med terrasser och balkonger och en stor panoramautsikt över sjön från det största av husen. Huset är byggt av kalksten från stranden nedanför och tar inspiration från vattnet nedanför genom att fontäner och sjunkna trädgårdar finns i huset, och stenväggar i vattenfallsmönster omger husen. Vid sommarsolståndet ligger husen i linje med solnedgången över sjön.
Ett av Wrights mest berömda hus anses vara Fallingwater, som byggdes 1935-1939 för affärsmannen Edgar Kaufmann. Det byggdes för att Kaufmanns ville vara nära den omgivande naturen, och huset byggdes på en brant skogbevuxen tomt. En bäck med ett vattenfall går under delar av byggnaden vilket har gett den dess namn. Konstruktionen är en serie ihopknutna konsolterrasser och balkonger där kalksten användes för de vertikala delarna och betong för de horisontella. Kaufmanns egna ingenjörer hävdade att konstruktionen inte var bra nog, men de fick se sig överkörda av Wright. Dock lade byggmästaren själv till extra stålbalkar i de horisontella delarna. Byggnaden kostade $155 000 där Wrights kommission var $8 000. 
År 1994 gjorde Robert Silman & Co en undersökning av Fallingwater och gjorde dessutom en plan för att rädda strukturen. Under det sena 1990-talet lades stålbalkar till under den lägsta plattformen tills en detaljerad analys kunde göras. I mars 2002 avslutades förstärkningen av de lägsta terrassen. 
En annan av Wrights mest berömda byggnader är Solomon R. Guggenheim Museum i New York. Byggnaden tog 16 år att färdigställa och han höll på med den mellan 1943 och 1959. Byggnaden reser sig som en beige spiral från Fifth Avenue och dess innandöme liknar insidan på en snäcka. Den originella byggnaden var tänkt att låta besökare lätt kunna uppleva Guggenheims konstsamlingar genom att ta hissen upp till översta våningen och därefter sakta promenera ner för den lätt sluttande centrala rampen. Olyckligtvis ignorerades ett par av Wrights önskemål, som att måla insidan off-white. Dessutom har funnits utställningar som gjorts för att ses nedifrån och upp, så det blir en promenad upp för rampen till översta våningen istället för det som Wright hade avsett.

## Död, eftermäle och i kulturen
Frank Lloyd Wright dog 9 april 1959. Hans tredje fru, Olga, som stått som förmyndare för hans stiftelse efter hans död och fram till sin egen 1985, hade som sista önskan att han, hon och hennes äldsta dotter skulle kremeras och begravas i Scottsdale, Arizona. Vid denna tid hade Wright legat begravd i nästan 30 år i Lloyd-Jones kyrkogård nära Taliesen i Spring Green i Wisconsin. Olga hade planer på att en minneslund som redan var påbörjad skulle hålla hela familjen och Wrights kvarlevor förbereddes för detta. Kropparna hamnade i förvar tills minneslunden färdigställdes. Idag står det en gravsten med Wrights namn på den lilla kyrkogården i Spring Green, men graven är tom.
Wright uttryckte sig i sin arkitektur med vad han själv kallade organisk arkitektur,
"En byggnad kan endast betecknas som organisk när dess yttre och inre står i samklang med varandra, när byggnadens alla delar harmonierar med arten av dess funktion, dess läge, tillkomsthistoria och tillkomsttid." I boken A Testament från 1957 skriver Wright "Amerika är det enda land i världen som utvecklats direkt från barbari till dekadens."
Simon & Garfunkel sjunger låten "So Long, Frank Lloyd Wright" på sitt album Bridge over Troubled Water. Art Garfunkel studerade arkitektur och utmanade Paul Simon att skriva en låt om Wright.
Frank Wrights barnbarn var skådespelerskan Anne Baxter.

## Galleri

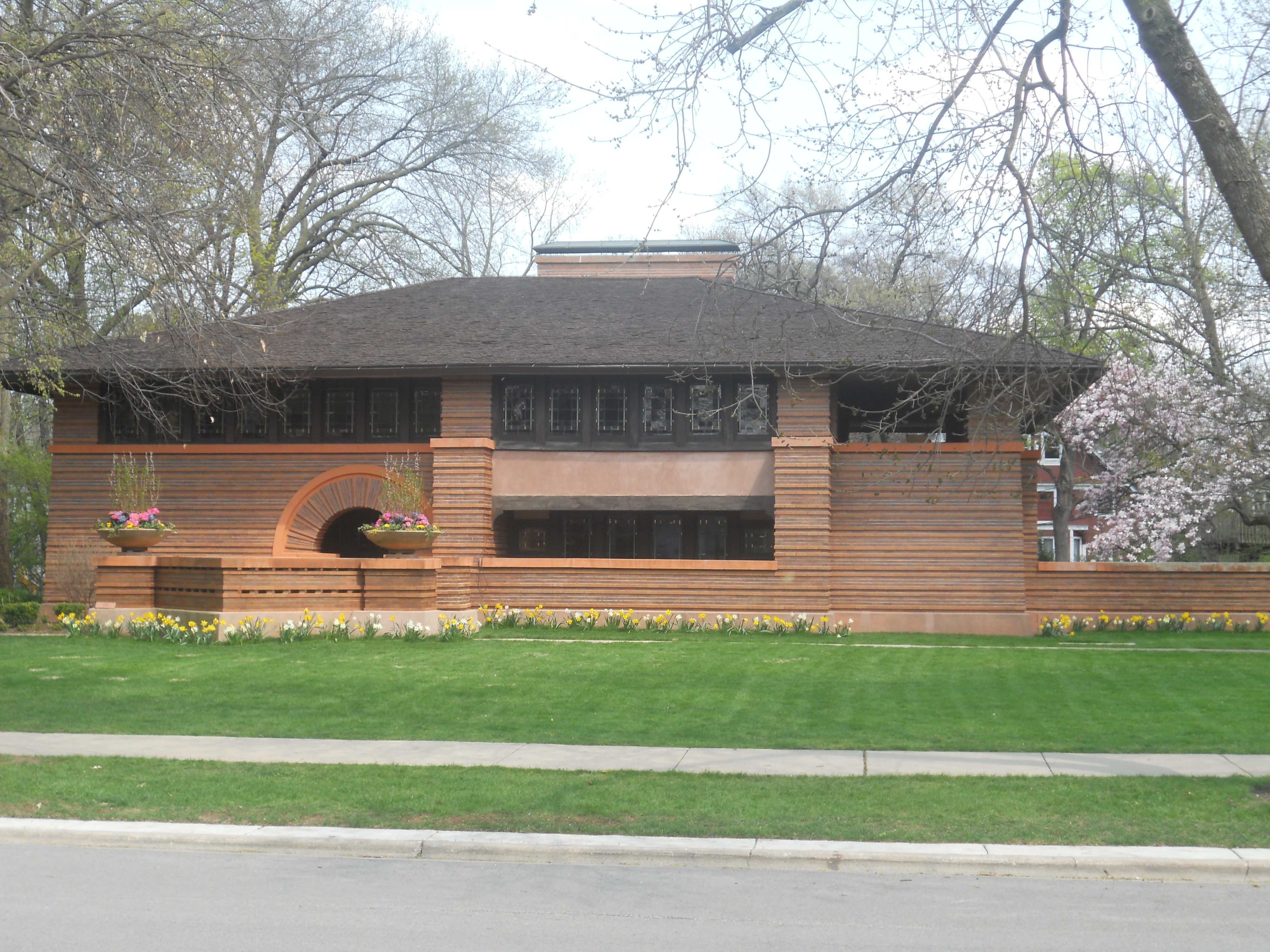
Arthur Heurtley House, Oak Park, Illinois 1902.
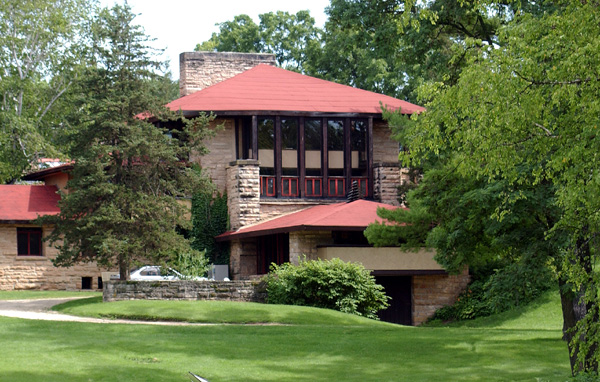
Taliesin, Spring Green, Wisconsin 1902.
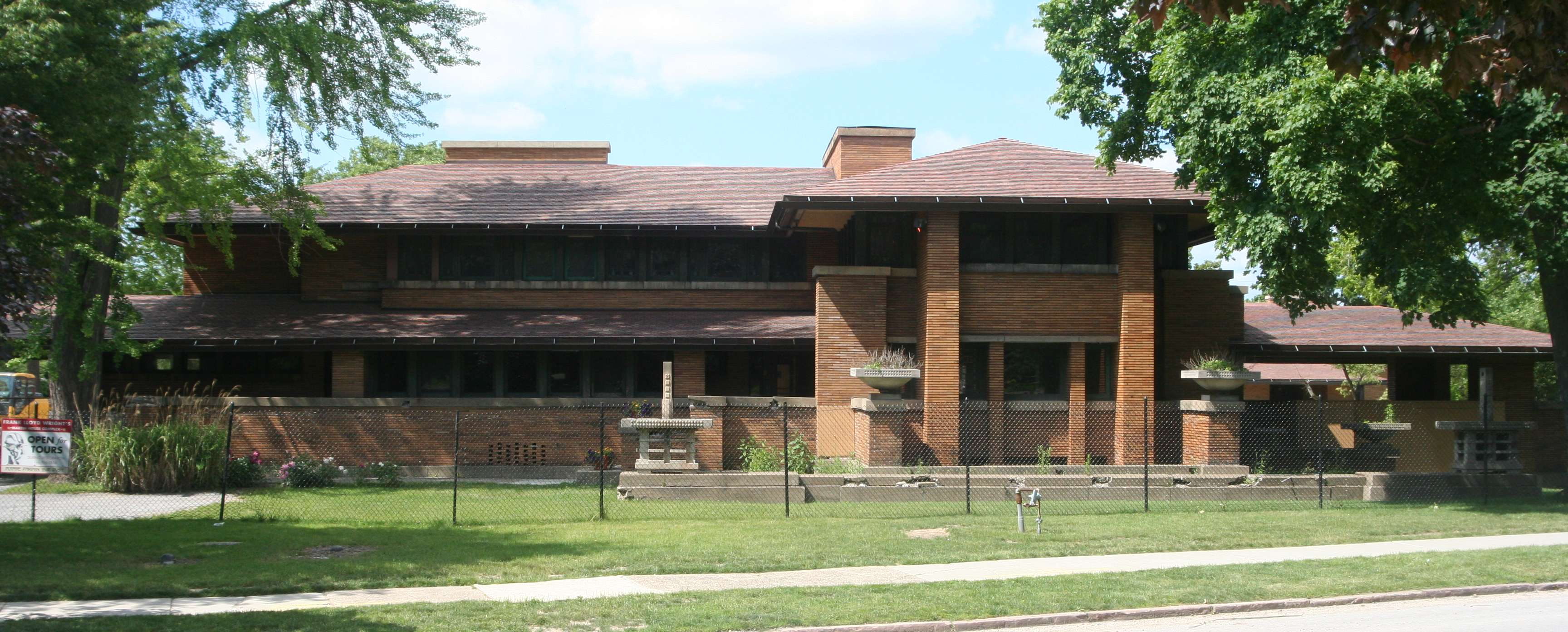
Darwin D. Martin House, Buffalo, New York 1904.
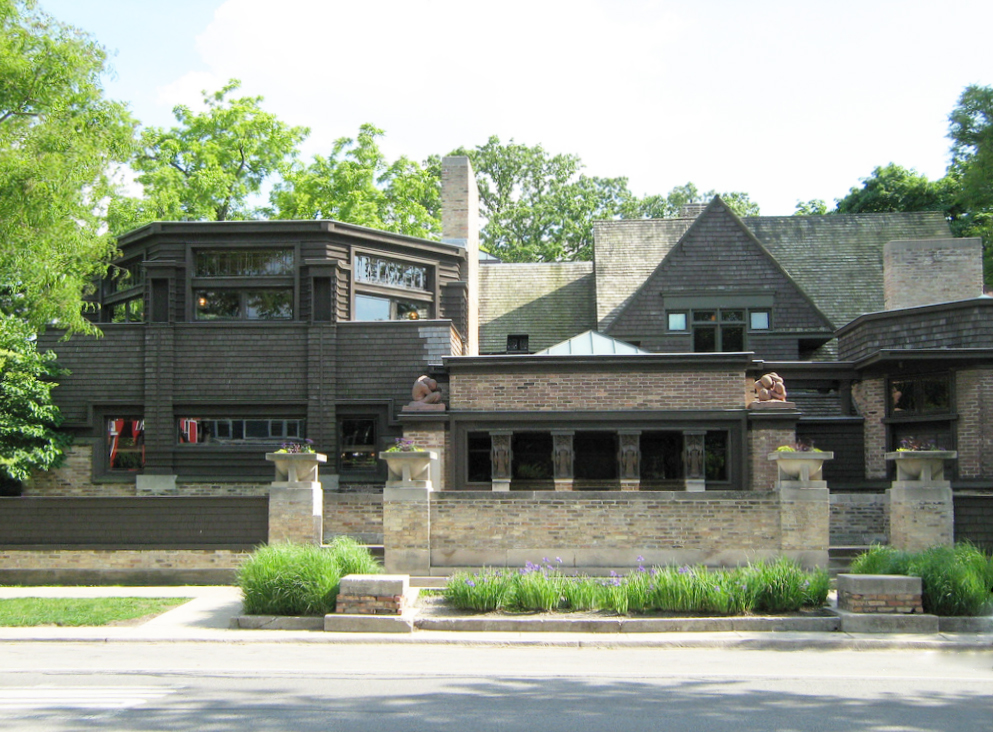
Frank Lloyd Wright Home 1898.
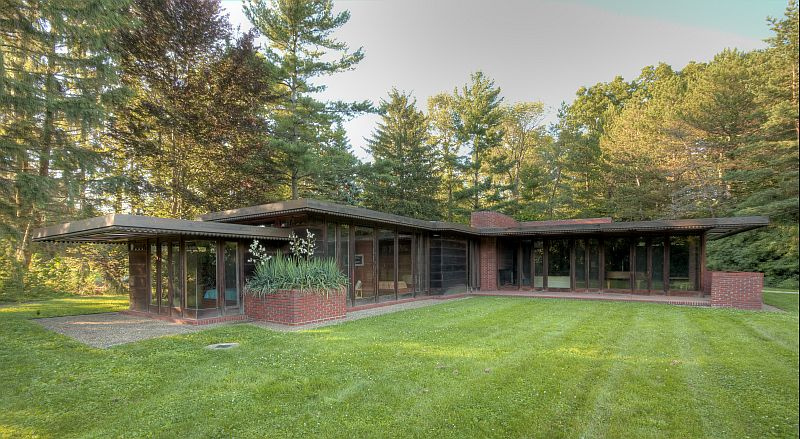
Charles Weltzheimer Residence, Oberlin, Ohio 1948.
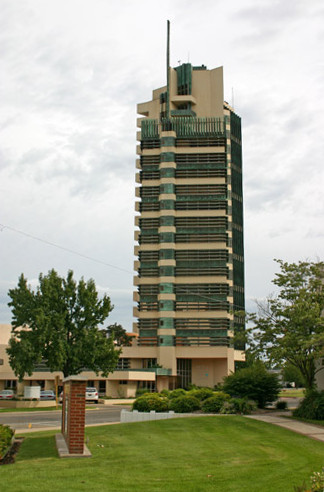
Price Tower in Bartlesville, Oklahoma 1956.

## Verk i urval
- Larkin Building, Buffalo, 1904–1906, riven 1950
- Unity Church, Oak Park, Chicago, 1906
- Robie House, Chicago, 1909
- Jiyu Gakuen, Toshima, Tokyo, 1921
- Ennis House, Los Angeles, 1923–1924
- Fallingwater, Bear Run, Pennsylvania, 1935–1939
- Rosenbaum House, Florence, Alabama, 1939
- Solomon R. Guggenheim Museum, New York, 1943–1959
- Norman Lykes House, Phoenix, Arizona, USA, 1959